# Пищевые лесные ресурсы
Пищевы́е лесны́е ресу́рсы — дикорастущие плоды, ягоды, орехи, грибы, семена, берёзовый сок и подобные лесные ресурсы. 
Данное определение впервые было использовано в Лесном кодексе РФ (ЛК), вступившим в силу с 01.01.2007 г. Другое название данных лесных ресурсов, получившее широкое распространение в народе — дикоросы.

## Описание законодательной базы
В предыдущей редакции Лесного кодекса Недревесные лесные ресурсы и Пищевые лесные ресурсы имели общее название — Недревесные продукты леса (НДПЛ).
Кроме терминологических различий в новом ЛК были изменены правила сбора и заготовки Пищевых лесных ресурсов для собственных и коммерческих нужд.
Помимо Лесного кодекса РФ сбор и заготовка пищевых лесных ресурсов регламентируются:
- приказом Минприроды РФ «Правила заготовки пищевых лесных ресурсов и сбора лекарственных растений»;
- законами субъектов РФ, устанавливающими порядок заготовки гражданами пищевых лесных ресурсов и сбора ими лекарственных растений для собственных нужд, с учетом местной специфики.

## Сбор и заготовка для коммерческих нужд
Раньше (до вступления в силу нового ЛК) заготовители и фирмы, осуществлявшие заготовку, должны были приобретать лесной билет, определяющий право на заготовку соответствующего сырья на территории лесхоза, выдавшего билет. Крупные заготовительные фирмы обходили и это правило, объясняя свои действия тем, что они ведут не заготовку, а закуп у населения или заготовителей, которые и должны заботиться о приобретении лесного билета.
В новом кодексе устранено двоякое толкование понятий «заготовки» и «закупа». А главное — определено, что граждане и юридические лица, осуществляющие предпринимательскую деятельность, связанную с изъятием, хранением и вывозом пищевых лесных ресурсов из леса обязаны иметь договор аренды лесных участков (п.3 ст.34 ЛК РФ).
Несмотря на ужесточившиеся условия заготовки пищевых лесных ресурсов для предпринимателей, они вправе размещать на арендованных лесных участках сушилки, грибоварни, склады и другие временные постройки.
Важно отметить, что содержание понятия «заготовка и сбор» в контексте предпринимательской деятельности и в контексте деятельности граждан для собственных нужд далеко не идентичны.

## Сбор и заготовка для собственных нужд
В соответствии со ст. 11 и 35 ЛК граждане имеют право свободно пребывать в лесах и для собственных нужд осуществлять заготовку и сбор Пищевых лесных ресурсов. Исключение составляют грибы и дикорастущие растения, занесенные в Красную книгу Российской Федерации, красные книги субъектов Российской Федерации, а также грибы и растения, относящихся к наркотическим средствам.
С ограничениями пребывания граждан в лесу можно ознакомиться в статье 11 Лесного кодекса РФ.